# Escuelas Públicas de Indianápolis
Las Escuelas Públicas de Indianápolis (Indianapolis Public Schools, IPS) es un distrito escolar en Indiana. Tiene su sede en el John Morton-Finney Center for Educational Services ("Centro para Servicios Educativos John Morton-Finney") en Indianapolis. Todas las escuelas de IPS tienen códigos de vestuario.

## Escuelas preparatorias
- Del barrio
  - Arlington Community High School
  - Arsenal Technical High School
  - Thomas Carr Howe Community High School
  - John Marshall Community High School
  - Northwest High School
  - George Washington Community High School
- Otros
  - Broad Ripple Magnet High School for the Arts & Humanities
  - Crispus Attucks Medical Magnet High School
  - Emmerich Manual High School
  - Shortridge Magnet High School for Law and Public Policy